# Albert Kemmann
Albert Kemmann (* 13. März 1858 in Eggerscheidt bei Ratingen; † 19. Januar 1931 in Bad Godesberg) war ein deutscher Gutsbesitzer und Politiker.

## Leben
Kemmann war der Sohn einer Bauernfamilie, die Gut Katers bewirtschaftete. Nach einem Chemiestudium übernahm Kemmann den väterlichen Betrieb. 1885 wurde er in den Stadtrat gewählt und war 35 Jahre lang (1885–1920) Bürgermeister der früher selbständigen Stadt Cronenberg heute ein Stadtteil von Wuppertal. Nach einer Tätigkeit als Verwaltungssekretär in Bonn wurde er 1885 zum Bürgermeister in Cronenberg gewählt; 1897 und 1908 wurde er jeweils wiedergewählt. Während seiner Amtszeit wuchs die Bevölkerung Cronenbergs von ca. 8400 auf 13.400 Einwohner.
Unter der Verwaltung Kemmanns wurde insbesondere die Infrastruktur Cronenbergs ausgebaut und damit wurden auch die Bedingungen für die überwiegend metallverarbeitende Wirtschaft stark verbessert.
In seine Amtszeit fallen der Bau des Wasserwerkes mit Wasserturm (1888), der Bau der Cronenberger Gasanstalt (1890) und die Sicherstellung der Stromversorgung durch Verträge mit dem Bergischen Elektrizitätswerk Müngsten. Hinzu kamen der Bau der Strecke für die Burgholzbahn, was den Transport von Rohstoffen und Fertigwaren erheblich verbilligte, sowie der Ausbau verschiedener Straßenbahnlinien. Das ehemalige Cronenberger Rathaus wurde 1900 von ihm eingeweiht.
Von 1912 bis 1929 gehörte er dem Provinziallandtag der Rheinprovinz an, in der Weimarer Republik für die DNVP.
Die Ehrenbürgerwürde von Cronenberg wurde ihm am 5. März 1920 verliehen.